# País do Desejo
País do Desejo é um filme luso-brasileiro de 2011 dirigido por Paulo Caldas. Ele conta a história de um padre que é contra alguns dogmas da igreja e acaba sendo excomungado, e que se apaixona por uma pianista com graves problemas de saúde. O filme foi gravado em Pernambuco e é baseado em um caso real acontecido em 2009. O longa foi exibido pela primeira vez, em 2011, em um festival de cinema na Itália. O consenso obtido pela crítica foi que, embora tenha boas ideias, as tramas e os personagens não conseguem ser bem desenvolvidos.

## Enredo
Roberta (Maria Padilha), uma pianista clássica bastante conhecida, está em um concerto quando sua doença renal crônica começa a afligi-la então ela recebe assistência médica no hospital onde Cesár (Gabriel Braga Nunes) trabalha, conhecendo também seu irmão, padre José (Fábio Assunção), que começa a se apaixonar por ela. Em meio a isso, o padre, que busca pela razão e está cheio de dúvidas, se posiciona a favor do aborto de uma menina de doze anos que foi estuprada por seu tio e fica grávida de gêmeos. No entanto, o bispo (Nicolau Breyner) excomunga a garota junto de sua mãe e do médico que o realizou, mas não o estuprador, irando o padre, que também recebe alguns dias de exclusão.

## Elenco
- Fábio Assunção como José[7]
- Maria Padilha como Roberta[7]
- Gabriel Braga Nunes como César[7]
- Nicolau Breyner[7]
- Germano Haiut[carece de fontes?]
- Fernanda Vianna[carece de fontes?]
- Juliana Kametani[7]
- Fabiana Pirro[carece de fontes?]
- Lívia Falcão[carece de fontes?]

## Produção
Inicialmente a produção se chamaria Amor Sujo, o que foi mudado em maio de 2010, mesmo mês em que começaram as gravações em Recife e Olinda, que duraram cinco semanas. O filme é baseado no caso ocorrido em 2009 de uma menina que foi estuprada por seu padrastro em Alagoinha, no estado do Pernambuco, e abortou o feto.  Em País do Desejo, Maria Padilha tocou piano, o que foi pedido por Caldas dois meses antes da gravações, que sabia que ela já havia estudado na adolescência. A fim de se preparar para o papel, Fabio Assunção se encontrou com vários homens que abandonaram o celibato para se casarem. Paulo Caldas comentou que fez o filme com a intenção de provocar a igreja.

## Lançamento e recepção
O filme foi exibido pela primeira vez em junho de 2011 no Festival de Cinema de Taormina, estreando no Brasil em 8 de agosto de 2011, durante o 39º Festival de Gramado. No mesmo ano, em novembro, também foi exibido na 35ª Mostra Internacional de Cinema de São Paulo, estreando no circuito de cinema português em 26 de janeiro de 2012 e no Brasil em 25 de janeiro de 2013, em nove salas.
País do Desejo recebeu criticas geralmente negativas dos críticos especializados. Alysson Oliveira do Cineweb criticou o filme por não conseguir explorar tudo o que a trama oferece e não explorar o potencial dos protagonistas—Maria Padilha e Fábio Assunção—, fugindo do foco principal com "cenas, personagens e situações sem muito a dizer". Natália Bridi do site Omelete elogiou o fato de País do Desejo fugir dos arquétipo de filmes "pão e circo", mas concluiu que "a ideia de Caldas, contudo, é maior que sua capacidade de execução", dizendo que o longa "ora mostra seu empenho para criar 'imagens fortes', ora revela um desenvolvimento preguiçoso, com diálogos artificiais e personalidades rasas." Daniel Schenker do jornal O Globo disse que o roteiro precisa de uma "construção mais refinada", criticando algumas falas que "batem na tela de maneira artificial" e os personagens "postiços ou quase destituídos de função." Ana Carolina Garcia, do SRZD.com, e Roger Lerina, da Zero Hora, criticaram a fotografia e a direção de arte, com ela também dizendo o mesmo sobre a montagem, o figurino e o roteiro.